# 1 Regionalna Baza Logistyczna
1 Regionalna Baza Logistyczna (1RBLog) – jednostka logistyczna SZ RP, podporządkowana Inspektoratowi Wsparcia Sił Zbrojnych, została sformowana na podstawie rozkazu Szefa Inspektoratu Wsparcia Sił Zbrojnych nr Pf-83/Org. z dnia 5 sierpnia 2010.

## Historia
Formowanie jednostki rozpoczęto 1 września 2010, ale oficjalne rozpoczęcie działalności nastąpiło 1 stycznia 2011.
Jednostkę sformowano na bazie 2 Rejonowej Bazy Materiałowej w Wałczu i rozpoczęto podporządkowanie wielu jednostek Pomorskiego Okręgu Wojskowego i Marynarki Wojennej m.in.:
- Wojskową Komendę Transportu Szczecin;
- 17 Ruchome Warsztaty Techniczne Poznań;
- 1 Kompanię Regulacji Ruchu; Szczecin;
- 5 Rejonowe Warsztaty Techniczne Bydgoszcz;
- 1 Okręgowe Warsztaty Techniczne Grudziądz;
- Centralny Zakład Sprzętu Ratowniczego Marynarki Wojennej Gdynia;
- Wojskową Komendę Transportu Gdańsk;
- 18 Ruchome Warsztaty Techniczne Gdynia;
- 6 Wojskowy Oddział Gospodarczy Ustka;
- składy materiałowe: SM Dolaszewo, SM nr 2 Toruń i WTL Toruń, SM Grudziądz, SM nr 1 Toruń, SM Bydgoszcz, SM Dębogórze, SM Gardeja i SM Maksymilianowo;
- Centralną Składnicę Marynarki Wojennej Gdynia;
- 8 Batalion Remontowy i 12 Batalion Zaopatrzenia z 12 Dywizji Zmechanizowanej[1].

Insygnia
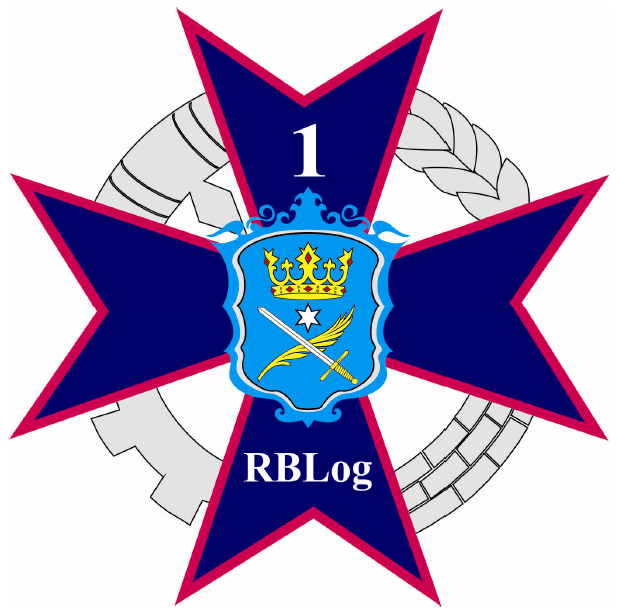
Odznaka pamiątkowa (wzór 2012)
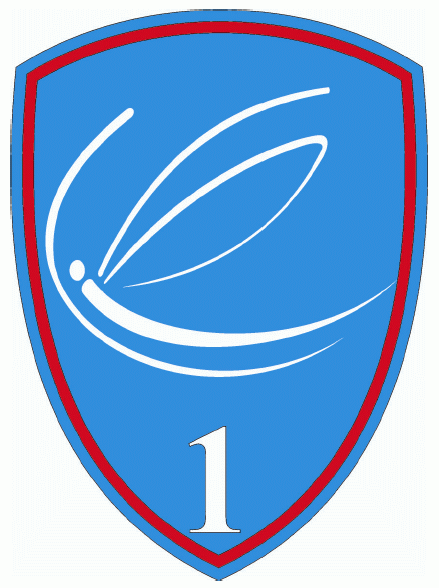
Oznaka rozpoznawcza na mundur wyjściowy
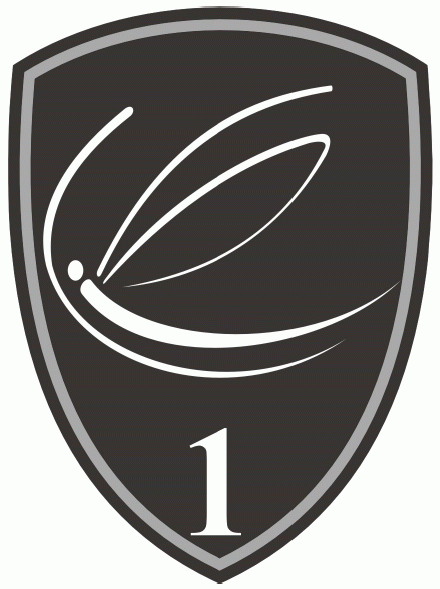
Oznaka rozpoznawcza na mundur polowy
Proporczyk na beret

## Zadania
- Głównym zadaniem bazy jest zabezpieczenie logistyczne jednostek wojskowych na obszarze północno-zachodniej części Polski.

## Jednostki podległe
Jednostki i instytucje bezpośrednio podporządkowane:
- Komenda 1 Regionalnej Bazy Logistycznej (Dokładna Struktura Komendy znajduje się w Jednostkach Podległych 3 Regionalnej Bazy Logistycznej)

- 6 Wojskowy Oddział Gospodarczy w Ustce
- 11 Wojskowy Oddział Gospodarczy w Bydgoszczy
- 12 Wojskowy Oddział Gospodarczy w Toruniu
- 13 Wojskowy Oddział Gospodarczy w Grudziądzu
- 14 Wojskowy Oddział Gospodarczy w Poznaniu
- 15 Wojskowy Oddział Gospodarczy w Szczecinie
- 16 Wojskowy Oddział Gospodarczy w Drawsku Pomorskim
- 17 Wojskowy Oddział Gospodarczy w Koszalinie
- 18 Wojskowy Oddział Gospodarczy w Wejherowie
- Wojskowa Komenda Transportu w Szczecinie
- Wojskowa Komenda Transportu w Gdańsku
- 1 kompania regulacji ruchu

Składy i warsztaty:
- Wielkopowierzchniowy Wielobranżowy Skład Materiałowy Piła
- Skład Wałcz
- Skład Cybowo
- Skład Drawno
- Skład Mosty
- Skład Darłowo
- Skład Gdynia
- Skład Dębogórze
- Skład Dolaszewo
- Skład Toruń
- Skład Grudziądz
- Skład Gardeja
- Skład Maksymilianowo
- Rejonowe Warsztaty Techniczne - Bydgoszcz
- Rejonowe Warsztaty Techniczne - Grudziądz
- Warsztaty Techniki Lotniczej - Toruń
- Warsztaty Techniki Morskiej - Gdynia

## Komendanci
- płk Adam Polowy (1 września 2010 – 27 czerwca 2014)
- płk Sławomir Łach (27 czerwca 2014 – 1 kwietnia 2015)
- płk Eryk Hoffmann (1 kwietnia 2015 – 18 listopada 2016)
- płk Paweł Mela (18 listopada[3] – 11 lipca 2017)
- płk Cezary Balewski (11 lipca 2017[1] – 14 kwietnia 2019)
- cz.p.o. płk Marek Wiza (15 kwietnia 2019 – 30 września 2019)
- płk Dariusz Siergiej (1 października 2019 – 31 stycznia 2021)[4][5]
- płk Janusz Kryszpin (od 1 lutego 2021)[5]